# Seiichi Ina
Seiichi Ina (伊奈精一, Ina Seiichi) est un réalisateur et scénariste japonais actif du milieu des années 1920 au début des années 1940.

## Biographie
En 1929, Seiichi Ina co-réalise avec Kenji Mizoguchi Le journal Asahi brille (朝日は輝く, Asahi wa kagayaku), un film de fiction documentaire muet en noir et blanc. C'est un film de commande pour célébrer le cinquantenaire de la fondation du journal Asahi Shinbun d'Osaka,.
Il a réalisé près de soixante-dix films et écrit trois scénarios pour la Nikkatsu entre 1926 et 1941.

## Filmographie partielle
- 1926 : Ware moshi funki seba (吾若し奮起せば?)
- 1926 : Le Trésor de l'amour (死の宝庫, Shi no hōko?), coréalisé avec Tomotaka Tasaka (film en trois parties)
- 1927 : Sanshoku no kuruma (三色の俥?)
- 1927 : Gaisen: Shiyōnen (凱旋少年?)
- 1928 : Ōkawa hashi yawa (大川橋夜話?)
- 1928 : Goteishu kaizō (御亭主改造?)[4]
- 1929 : Le journal Asahi brille (朝日は輝く, Asahi wa kagayaku?) co-réalisé avec Kenji Mizoguchi[2]
- 1929 : Hyaku mensō (百面相?)[5]
- 1929 : Shin katei kōza (新家庭講座?)
- 1929 : Oisha-san demo (お医者さんでも?)[6]
- 1929 : Nikkatsu kōshin kyoku: Den'en hen (日活行進曲 田園篇?)
- 1930 : Umi no matsuri (海の祭?)[7]
- 1931 : Yakimochi dokuhon (やきもち読本?)
- 1931 : Ren'ai seisan-chō (恋愛清算帳?)[8]
- 1932 : Mukidō shigai (無軌道市街?)
- 1936 : Bijin-koku nozoki (美人国のぞ記?)
- 1937 : Midare Shimada (みだれ島田?)
- 1939 : Ie naki musume (家なき娘?)[9]
- 1939 : Haha ni sasaguru uta (母に捧ぐる歌?)
- 1940 : Ai no kinenbi (愛の記念日?)
- 1940 : Ma ningen (真人間?)